# Albert Drašček
Albert (Berto) Drašček, slovenski izseljeniški publicist, * 24. avgust 1907, Solkan, † 3. november 1990, Córdoba, Argentina.

## Življenje in delo
Izučil se je za mizarja. Ob času hude gospodarske krize in fašističnega pritiska se je 1930 izselil v Argentino. Najprej je bival v Córdobi, nato v Buenos Airesu. Bil je knjižničar (1937-1942) in član propagandnega odseka in predsednk delavsko kulturnega društva Ljudski oder. V letih 1937−1938 je bil urednik in 1942-1943 odgovorni urednik Njive, prve slovenske kulturne revije v Južni Ameriki. Uredil je koledar 1944, posvečen Cankarju. Od 1942 je bil član pripravljalnega odbora Jugoslovanske narodne odbrane. V Njivi je objavil več organizacijskih prispevkov: Kako ojačati zvezo?, Zakaj se trudimo?, napisal pa je tudi več splošno kulturnih prispevkov: Kulturne vesti, Naši kulturni delavci in druge. Ko so slovenski izseljenci v Argentini priredili ob 100 letnici rojstva Simona Gregorčiča veliko slavje je izdal Gregorčičeve Zbrane poezije in napisal kratek življenjepis.